# Giri choco

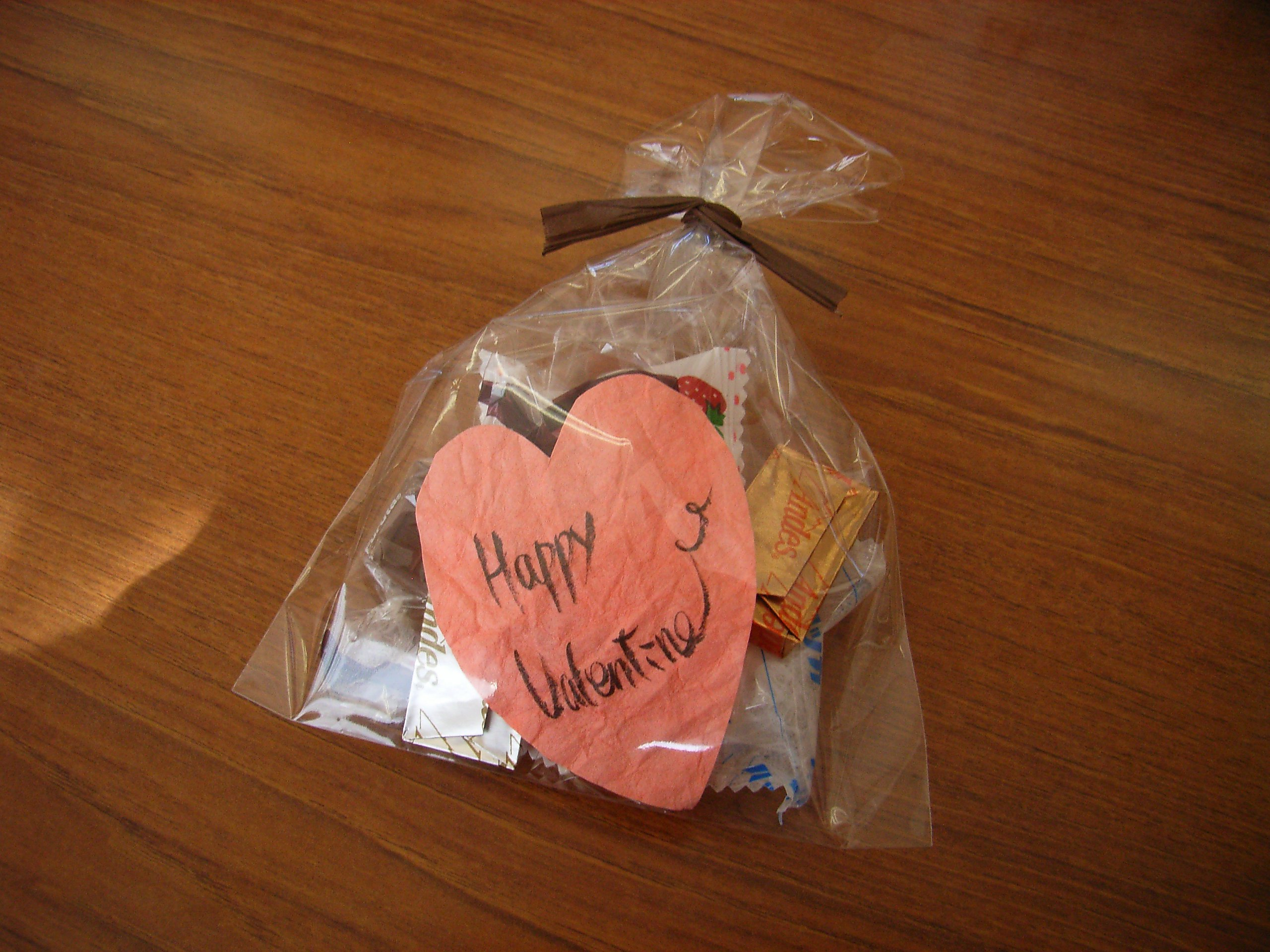
Giri choco

Giri choco (Japans: 義理チョコ) is chocolade die in Japan op Valentijnsdag en White Day geschonken wordt aan familie, hechte vrienden en collega's als blijk van waardering voor hun gezelschap. De term is afgeleid van het traditionele  Japanse filosofische concept giri. 
Het gebruik is dat op Valentijnsdag meisjes en vrouwen aan hun mannelijke familieleden, vrienden, collega's chocolade schenken, en dat deze gift op White Day, precies een maand later, door de jongens en mannen wordt beantwoord, ook met chocolade. Het geven van chocolade berust ook gedeeltelijk op een soort sociale verplichting. Bij een band van een bepaalde hechtheid kan een gift in de vorm van giri choco verwacht worden. Het gaat dan bijvoorbeeld om collega's die elkaar elke dag van de week zien en met elkaar samenwerken of vrienden die al lange tijd met elkaar optrekken. Het uitblijven van zo'n gift kan dan ook als schok of als beledigend ervaren worden door hen die het wel verwachtten, omdat er geïmpliceerd kan worden dat hun vriendschap of aanwezigheid misschien niet zo gewaardeerd wordt als zij dachten.
Winkels en zoetwarenketens spelen in op deze traditie door rond Valentijnsdag en White Day mooi opgemaakte doosjes giri choco te verkopen. Na deze twee dagen is chocolade meestal in grote hoeveelheden in de uitverkoop.